# Maria Innocenty Gołębiowski

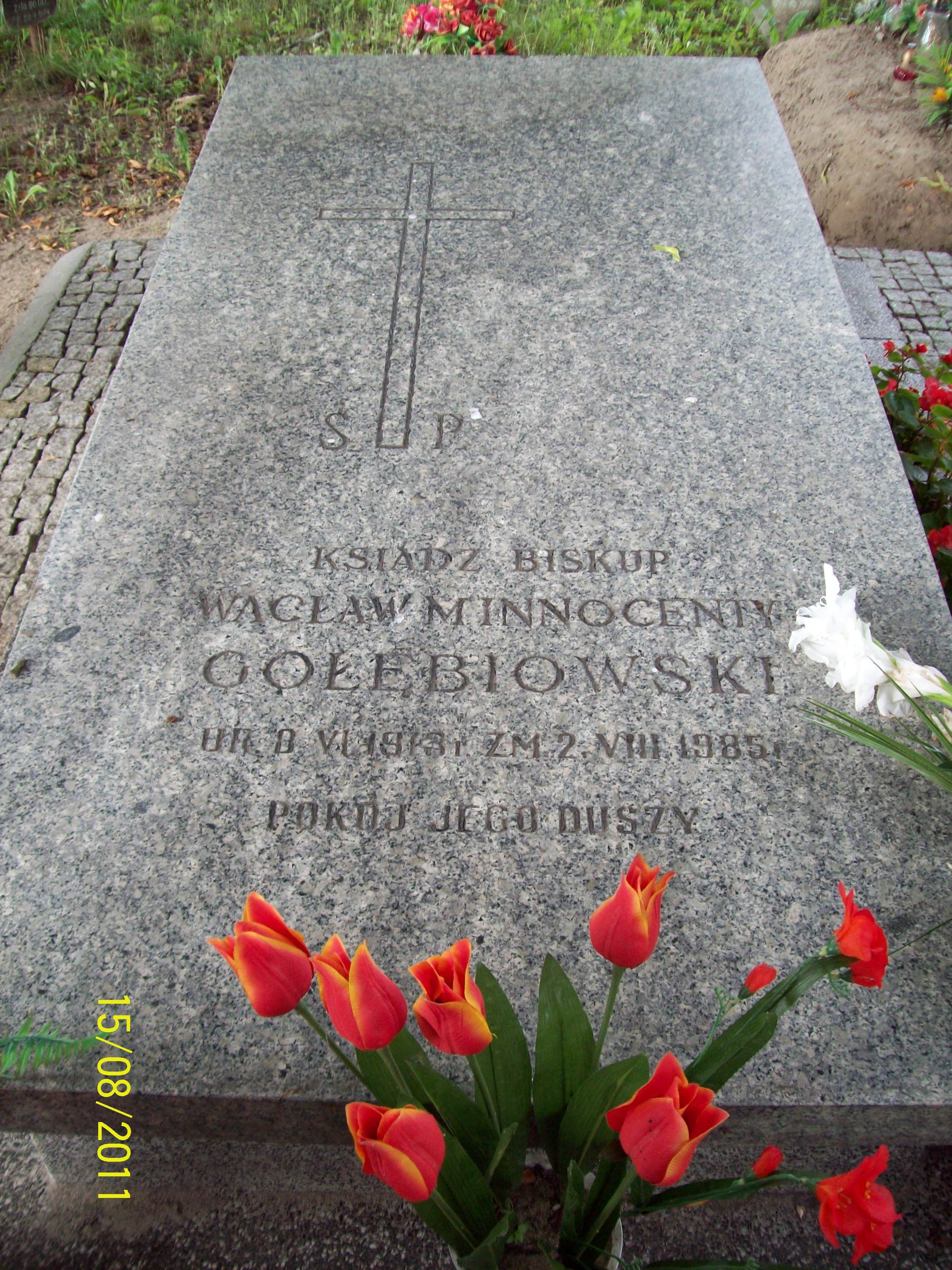
Nagrobek bpa Marii Innocentego Gołębiowskiego na cmentarzu mariawickim w Płocku

Wacław Maria Innocenty Gołębiowski (ur. 8 czerwca 1913, zm. 2 sierpnia 1985) – biskup Kościoła Starokatolickiego Mariawitów.
Święcenia kapłańskie przyjął w 1934, sakrę biskupią – 4 października 1955. W latach 1965–1972 Biskup Naczelny Kościoła.

## Odznaczenia
- Złoty Krzyż Zasługi (1969)[1]